# Îlots du Nord
Les îlots du Nord (en portugais : Ilhéus do Norte) sont un groupe de trois îlots situés dans l'archipel des îles Selvagens, à Madère, au Portugal.